# Jolanta Blicharz
Jolanta Blicharz (ur. 1961) – polska prawnik, profesor dr hab. nauk prawnych, pracownik badawczo-dydaktyczny w Zakładzie Prawa Administracyjnego na Wydziale Prawa, Administracji i Ekonomii Uniwersytetu Wrocławskiego.

## Życiorys
W roku 1986 ukończyła prawo na Uniwersytecie Wrocławskim, a w 1995 tamże obroniła doktorat na podstawie rozprawy pt. Pozycja prawna stowarzyszeń. Studium prawnoadministracyjne. W 2006 roku na podstawie dorobku naukowego oraz rozprawy pt. Udział polskich organizacji pozarządowych w wykonywaniu zadań administracji publicznej uzyskała stopień doktora habilitowanego nauk prawnych w zakresie prawa. W 2013 prezydent RP Bronisław Komorowski nadał jej tytuł naukowy profesora nauk prawnych. W 2015 roku została profesorem zwyczajnym Uniwersytetu Wrocławskiego.
Od 2020 roku jest członkiem Rady Dyscypliny – Nauki Prawne oraz Ekonomia i Finanse Uniwersytetu Wrocławskiego.

### Dorobek naukowy
Jest autorką licznych komentarzy do ustaw:
- o zmianie imion i nazwisk;
- prawa o stowarzyszeniach[8];
- ustawy o fundacjach;
- ustawy o działalności pożytku publicznego i o wolontariacie;
- o spółdzielniach socjalnych; prawa o zgromadzeniach;
- o zasadach prowadzenia zbiórek publicznych;
- o zasadach przystępowania jednostek samorządu terytorialnego do międzynarodowych zrzeszeń społeczności lokalnych i regionalnych; współautorka komentarza do ustawy o pomocy państwa w wychowywaniu dzieci.

Ponadto jest autorką i współautorką licznych monografii, między innymi:
- Administracja publiczna i społeczeństwo obywatelskie w państwie prawa;
- Ochrona prawna przed wykluczeniem społecznym[9];
- Spółdzielnie socjalne przeciw wykluczeniu społecznemu;
- Problem mobbingu jako formy wykluczenia społecznego i prawnego;
- Ochrona praw dziecka w działalności Rzecznika Praw Dziecka;
- Prawna możliwość wspierania systemu edukacji w sferze edukacji szkolnej przez organizacje pozarządowe;
- Teoretycznoprawne aspekty edukacji jako dobra publicznego w kontekście tendencji prywatyzacyjnych i urynkowienia szkolnictwa;
- Globalizm a personalizm w administracji publicznej[10];
- Fundacje. Wybrane zagadnienia;
- Inteligentne miasta i sztuczna inteligencja.
- Wybrane aspekty teoretycznoprawne;
- Prawne aspekty działalności marketingowej.

## Odznaczenia
W 2024 roku została odznaczona Srebrnym Krzyżem Zasługi.